# Abhay Ashtekar
Abhay Ashtekar (né le 5 juillet 1949 à Kolhapur dans le Maharashtra) est un physicien indien.

## Biographie
Abhay Ashtekar a terminé son cursus d'étudiant en Inde avec une licence. Il a ensuite étudié sous la tutelle de Robert Geroch à l'université de Chicago, recevant son doctorat en 1974 avec une thèse titrée Structure asymptotique du champ de la gravité à l'infini spatial. Il est Eberly Professor of Physics et directeur de l'Institut pour la physique de la gravité et de la géométrie à l'Université d'État de Pennsylvanie. En tant que créateur des variables d'Ashtekar (en), il est l'un des fondateurs de la gravitation quantique à boucles.
Vulgarisateur scientifique, il a également écrit un certain nombre de descriptions de la gravitation quantique à boucles accessibles aux non-physiciens.

## Travaux
Abhay Ashtekar est aujourd'hui reconnu pour ses travaux en cosmologie quantique à boucles (LQC), un formalisme dont les variables fondamentales portent son nom. Entre autres, Ashtekar a proposé un modèle perturbatif du modèle de cosmologie homogène isotrope (la métrique de Friedmann-Lemaître-Robertson-Walker) permettant d'expliquer les modifications apportées par la LQC (Big Bounce...) sur les observations en cosmologie, comme par exemple sur le CMB.